# Retour à « 0 »
Retour à « 0 » est un roman de science-fiction (et plus précisément un space opera) de l'auteur français Stefan Wul paru en 1956.
Sur une Terre futuriste, Jâ Benal est condamné à l'exil lunaire par la « Haute Cour Mondiale » pour une négligence ayant provoqué la mort de milliers de personnes dans l'explosion d'un quartier de la ville de Lepolvi. En réalité, Jâ Benal, un atomiste de renom, est envoyé en mission secrète pour enquêter sur les projets belliqueux de la colonie fondée par les survivants des condamnés à mort envoyés depuis près de deux cents ans sur la Lune. Après sa condamnation fictive, Jâ Benal est expédié seul dans l'espace à bord d'un scaphandre de survie.

## Résumé
Jâ Benal est condamné à l'exil lunaire par la « Haute Cour Mondiale » pour une négligence ayant provoqué la mort de milliers de personnes dans l'explosion d'un quartier de la ville de Lepolvi. En réalité, Jâ Benal, un atomiste de renom, est envoyé en mission secrète pour enquêter sur les projets belliqueux de la colonie fondée par les survivants des condamnés à mort envoyés depuis deux cents ans sur la Lune. Après sa condamnation fictive, Jâ Benal est expédié seul dans l'espace à bord d'un scaphandre de survie.
Le Terrien se pose finalement sur la Lune, sur le flanc nord du mont Circé, mais les autorités clandestines lunaires n'interviennent pas, respectant la règle des pères fondateurs de la colonie : laisser à chaque nouvel arrivant le soin de prouver ses capacités de survie pendant un délai de quinze jours en milieu hostile. Jâ Benal échappe de justesse aux Gôrs, des êtres dotés d'un dangereux pouvoir psychique, mais se retrouve emporté par un torrent de lave dû à une éruption. Pendant ce temps, Tem, de retour de la planète Terre, fait son rapport à l'« Excellence », un haut dignitaire lunaire, et lui révèle que Jâ Benal est un espion à la solde du gouvernement terrien. Une fois informé, le chef du gouvernement lunaire, l'« Ancêtre », décide cependant d'utiliser Jâ Benal pour transmettre de fausses informations aux autorités terriennes. Les quinze jours de probation étant écoulés, deux fusées partent à la recherche du Terrien enseveli sous de la lave en fusion.
À l'arrivée de Jâ Benal dans la ville lunaire de Ptol, le professeur Kam, un médecin réputé, découvre que Jâ Benal est atteint d'une maladie lunaire incurable, la trichocystie. Il décide alors d'utiliser l'enmicrobainie, une découverte toute récente de son collègue le professeur Terol qui permet de réduire à une taille microscopique aussi bien du matériel que des hommes. Les deux scientifiques miniaturisent alors cinq équipes d'intervention formées d'étudiants en médecine qu'ils injectent dans les tissus du malade. Les équipes affrontent à l'arme blanche les dangereux virus et réussissent finalement à déclencher une réaction défensive naturelle des globules blancs contre la maladie.
Guéri, Jâ Benal découvre la cité de Ptol et la vie sur la Lune. Les habitants, dont certains sont nés sur la Lune et n'ont jamais connu la Terre, vivent sous de vastes dômes, se nourrissent d'une pâte verte insipide et sont simplement protégés par un épiderme artificiel, vêtus d'un slip et lestés de cothurnes épaisses qui compensent la faible gravité lunaire. Dans la société lunaire, Jâ Benal découvre que les femmes sont considérées comme inférieures, doivent être soumises à leur mari et n'ont pas accès à l'éducation. Par ailleurs, à des horaires réguliers, les habitants de la Lune interrompent toutes leurs activités pour chanter un cantique à la gloire de la Lune qui prophétise la destruction prochaine de la Terre.
Jâ Benal fait la connaissance de Nira Slid qui lui est donnée comme compagne. Nira Slid, placée aux côtés du Terrien pour l'espionner et lui soutirer des aveux, apprécie peu à peu les marques de respect du Terrien et tombe finalement amoureuse de lui. Après avoir gagné Nira à sa cause, Jâ Benal contacte les professeurs Kam et Terol qui acceptent de l'aider à contrecarrer les projets déments de l'Ancêtre. L'atomiste terrien conçoit des milliers d'exemplaires d'une bombe miniaturisée qu'il place à des endroits stratégiques. Il miniaturise ensuite des milliers de systèmes radios qui diffusent sa voix dans toutes les villes lunaires, laissant croire aux habitants que la Terre s'adresse directement à eux pour leur offrir un accord de paix.
Quelque temps plus tard, Jâ Benal fait exploser ses bombes miniaturisées et contribue à semer la panique parmi la population lunaire qui se révolte finalement contre la tyrannie de l'Ancêtre. Les autorités lunaires se mettent rapidement à la recherche de Jâ Benal et de Nira Slid, mais ceux-ci échappent à leurs poursuivants en se laissant miniaturiser en compagnie du professeur Terol. Les trois fugitifs réussissent à atteindre une fusée, mais le professeur Terol meurt au cours de l'opération et l'un des gardes à leur poursuite s'envole avec eux à bord de la fusée. Furieux, l'Ancêtre décide de mettre fin à son règne en détruisant la Lune. L'explosion du satellite terrestre cause de vastes bouleversements climatiques sur la Terre, les pôles se retrouvent à l'équateur et la vie humaine disparaît complètement de la surface du globe. Après la mort accidentelle du garde, Nira et Jâ se retrouvent sur une Terre dévastée et bloqués à une taille d'une dizaine de centimètres. Ils élisent domicile sur l'île de Tahiti pour y fonder une nouvelle civilisation humaine, tels Adam et Ève dans le jardin d'Éden.

## Personnages principaux
Les personnages principaux sont classés dans l'ordre alphabétique :
- l'Ancêtre, doyen des habitants de la Lune et tyran ;
- Jâ Benal, savant atomiste et mathématicien ;
- l'Excellence, haut dignitaire lunaire ;
- professeur Bor Kam, médecin et scientifique déporté sur la Lune pour euthanasie ;
- Mox, officier de l'armée lunaire ;
- Sli, secrétaire attitré de Jâ Benal sur la Lune ;
- Nira Slid, agent du gouvernement lunaire, compagne de Jâ Benal sur la Lune ;
- Flore Steval, ancienne étudiante de Jâ Benal, agent du gouvernement ;
- Tem, espion lunaire, voisin de Jâ Benal ;
- professeur Terol, physicien lunaire, inventeur de l'enmicrobainie ;
- Lero, attaché au bureau de contre-espionnage.

## Présentation de l'œuvre
Retour à « 0 » est le premier roman de Stefan Wul. Ce roman, paru en 1956, fut publié dans la célèbre collection « Anticipation » des éditions Fleuve noir, qui fut historiquement la première collection française consacrée à la science-fiction. Il a obtenu le grand prix du roman de science-fiction 1956.
Le genre du roman s'apparente au space opera ou planet opera : la majeure partie de son intrigue se déroule dans l'espace et sur la Lune.

### Un roman à valeur programmatique
Si le roman Retour à « 0 » n'est généralement pas considéré comme l'œuvre majeure de Stefan Wul, il n'en reste pas moins qu'il annonce par la richesse de ses idées une bonne partie de la production ultérieure de l'auteur. Les thèmes abordés ou simplement esquissés dans Retour à « 0 » seront repris, variés ou développés dans les romans suivants :
- bouleversement climatique terrestre, thème repris dans Niourk et La Peur géante ;
- modification de la rotation ou de l'orbite d'une planète, thème repris dans Niourk et Rayons pour Sidar ;
- exploration du corps, thème repris dans Le Temple du passé ;
- colonisation d'une planète, création d'une nouvelle civilisation, thème repris dans Niourk, Rayons pour Sidar, Le Temple du passé, Oms en série, L'Orphelin de Perdide.

### Plagiat cinématographique?
En 1966, le film américain intitulé Le Voyage fantastique de Richard Fleischer, qui sera ensuite novellisé par Isaac Asimov, présente une thématique analogue à la scène la plus célèbre du roman de Stefan Wul : le voyage dans le corps humain effectué par des scientifiques miniaturisés. Malgré quelques velléités d'intenter un procès à la Twentieth Century Fox pour plagiat, l'éditeur n'engagea aucune poursuite.

### Les gènes de la chance
Les scientifiques et autres cryptobiologistes lunaires de Retour à « 0 » mesurent la réceptivité à la chance des nouveaux arrivants en leur laissant un délai de quinze jours pour survivre. L'idée de procéder à une sélection naturelle de l'espèce humaine fondée sur le facteur chance sera reprise près de deux décennies plus tard par l'auteur américain Larry Niven dans L'Anneau-Monde.

## Éditions françaises
- Fleuve noir, collection Anticipation no 78, 1956
- Fleuve noir, collection Super-luxe - Les Lendemains retrouvés no 20, 1976  (ISBN 2-265-00084-1)
- Gallimard Jeunesse, collection Folio Junior no 709, 1993  (ISBN 2-07-058270-1), réédition en 2000  (ISBN 2-07-054111-8)
- dans Œuvres complètes 1, Lefrancq, collection Volumes, 1996  (ISBN 2-87153-197-8)
- dans Stefan Wul – L'Intégrale, tome 2, Bragelonne, collection Trésors de la SF, 2013  (ISBN 978-2-35294-688-5)

## Traductions

### En portugais
- (pt) Regresso a Zero, Livros do Brasil, coll. « Argonauta » (no 54), 1959.
- (pt) Regresso a “0”, Círculo de Leitores, 1977.
- (pt) Regresso a “0”, Novaera, coll. « 4 Enigmas », 1977.

### En allemand
- Inferno Mond, Pabel, coll. « Utopia Zukunftsroman » no 242, 1960.

### En espagnol
- Retorno a cero, Toray, coll. « Best-Sellers del Espacio » no 18, 1962.

## Articles spécialisés
- Ronny L. Idels, Horizons du fantastique, no 5, 1969 ;
- Denis Philippe, OPTA, dans la revue Fiction no 229, 1973.